# Denis Murphy
Denis Murphy (Lisheen (Gneeveguilla, County Kerry), 14 november 1910 - ?, 7 april 1974) was een Iers violist.
Voor zijn vioollessen ging hij naar de Kerry fiddler, Padraig O'Keeffe in Gleanntain. Murphy's zuster Julie Clifford was ook een populaire vioolspeelster en All-Ireland kampioen. In 1949 verhuisde Murphy met zijn vrouw naar de Verenigde Staten en speelde daar in de Ballinmore Ceili Band. Hij trad ook op met de bekende vioolspelers Paddy Killor, James Morrison, Andy McGann en Lad O'Beirne. In 1965 gingen zij weer terug naar Lisheen in Ierland. Murphy was een regelmatige gast bij Dan O'Connells pub in Knocknagree.

## Discografie
- Music from Sliabh Luachra, Denis Murphy, RTE, 1994
- Kerry Fiddles, Pádraig O'Keeffe, Denis Murphy, Julia Clifford, 1977
- The Star Above the Garter, Denis Murphy and Julia Clifford, 1968
- Stone Mad for Music, The Sliabh Luachra Story, Donal Hickey. Marino, 1999. (Boek)

- Bibliothèque nationale de France: cb170103187 (data)
- International Standard Name Identifier: 0000 0000 4154 585X
- Library of Congress Control Number: no96022122
- MusicBrainz: ebef1d97-078f-4a2d-a2ac-f0ce34e88125
- Virtual International Authority File: 56203735
- WorldCat: E39PBJrcq4qfbKhyGchwCTcHG3